# Meteorite di Saint-Aubin
La meteorite di Saint-Aubin è la più grande meteorite conosciuta caduta in Francia: fa parte delle meteoriti trovate in quanto non è stata osservata la sua caduta. La meteorite è una meteorite ferrosa appartenente alle ottaedriti.

## Storia della scoperta
La meteorite è nota dal 2002, sebbene il primo esemplare sia stato trovato nel 1968 e la maggior parte della meteorite sia stata scoperta e recuperata nel 2018. Il primo esemplare fu scoperto casualmente nel 1968 da un contadino, la sua scoperta fu resa nota solo nel 2002 e portò alla scoperta di altri quattro esemplari. Oltre dieci anni dopo fu organizzata da membri della "Commissione delle meteore, meteoriti e impattismo" della Société Astronomique de France una campagna di ricerche tra la fine di marzo e l'inizio di ottobre 2018 per la ricerca sistematica di frammenti meteoritici con uno speciale cercametalli e droni: il risultato più eclatante fu il rinvenimento il 3 ottobre 2018 di un esemplare del peso di 477 kg..
Il team che ha compiuto le ricerche ed il recupero della meteorite era composto tra gli altri da Pierre Antonin, Brian Barret, André Carpentier, Emmanuel Dransart e Alain Gallien: Antonin, oltre ad aver diretto il team è l'inventore dello speciale cercametalli sperimentale che ha permesso il ritrovamento degli esemplari della meteorite.

## Località del ritrovamento
I frammenti della meteorite sono stati trovati nel comune di Saint-Aubin (dipartimenti dell'Aube, regione del Grand Est).I frammenti sono stati trovati in 123 singoli punti d'impatto distribuiti in un'area ellittica lunga 1.100 m e larga 900 m, i frammenti sono stati trovati sotto il livello del suolo a profondità comprese tra i 30 e i 90 centimetri.

## Età della caduta
La caduta della meteorite sarebbe avvenuta 55.000 anni fa.

## Peso e dimensioni
Il primo esemplare fu scoperto casualmente nel 1968 da un contadino, pesava 170 kg e aveva dimensioni di 50 x 50 x 40 cm. La sua scoperta fu resa nota solo nel 2002 e portò alla scoperta di altri quattro esemplari del peso di 144 kg, 67 kg, 65 kg e 27 kg, tutti entro 8 km dal luogo di ritrovamento del primo esemplare. Il 3 ottobre 2018 fu rinvenuto un esemplare del peso di 477 kg. La massa totale dei frammenti recuperati è attualmente dell'ordine delle 6 tonnellate.
Prima di entrare nell'atmosfera terrestre e quindi prima che iniziasse l'ablazione, il meteoroide che ha dato origine alla meteorite di Saint-Aubin aveva circa 1,7 metri di diametro e una massa di circa 20 tonnellate.

## Tipo
La meteorite appartiene alle ottaedriti di tipo Of. Per la sua composizione appartiene al gruppo IIIAB ed è considerata una meteorite ad alto tenore di nichel, alto tenore di oro e basso contenuto di iridio.

## Composizione e caratteristiche
Essendo una ottaedrite, il principale componente chimico è di gran lunga il ferro (Fe). Le percentuali degli elementi chimici secondari della meteorite sono le seguenti:
| Elemento chimico | Percentuale (%) |
| ---------------- | --------------- |
| nichel (Ni)      | 11,5 ± 1        |
| cobalto (Co)     | 0,5             |
| fosforo (P)      | 0,2             |
| germanio (Ge)    | 0,0083          |
| gallio (Ga)      | 0,0028          |
| iridio (Ir)      | 0,00002         |

Altre caratteristiche presentate dalla meteorite sono le figure di Widmanstätten e le linee di Neumann nella Camacite: queste linee sono un indice di collisioni tra asteroidi e/o comete.
Particolarità specifica di questa meteorite è la presenza di grandi cristalli di Cromite.
La CRE (Cosmic-Ray Exposure age, in italiano periodo di esposizione ai raggi cosmici) della meteorite, ossia il tempo durante il quale il materiale costituente la meteorite è rimasto esposto ai raggi cosmici a seguito dell'ultima collisione cosmica che ha portato il materiale stesso a non essere più schermato da più di mezzo metro di materia, è stata calcolata in base al rapporto 36Ar/36Cl in 520 ± 30 milioni di anni, in precedenza Nishimura & altri usando Elio-3 l'avevano valutata 9-16 milioni di anni.